# Xeropigo perene
Xeropigo perene là một loài nhện trong họ Corinnidae.
Loài này thuộc chi Xeropigo. Xeropigo perene được miêu tả năm 2007 bởi De Souza & Bonaldo.